# Blueberry Hill (dal)
A Blueberry Hill Fats Domino alighanem legnépszerűbb dala.
A lemez 1940-ben jelent meg. A zenét Vincent Rose írta, Larry Stock és Al Lewis szövegére. Már 1940-ben hatszor rögzítették. Gene Krupa verziója június 3-án jelent meg. Egy további 1940-es felvételt a Glenn Miller Orchestra rögzített, és első lett a slágerlistán.
Louis Armstrong 1949-es felvétele a Billboard Top 40-ben 29. lett. Fats Domino 1956-os verziója az örökké emlékezetes felvételek 500-as listáján a Rolling Stone magazinban is szerepel.

## Előadták
(többek között)
- Glenn Miller Orchestra
- Louis Armstrong
- Scatman Crothers (1957)
- Elvis Presley (1957)
- Mose Allison  (1957)
- Ricky Nelson (1958)
- Adriano Celentano
- Andy Williams (1959)
- Duane Eddy (1959)
- Conway Twitty (1959)
- Carl Mann (1959)
- Pat Boone (1959)
- Bill Haley & His Comets (1960)
- Bing Crosby  (1962)
- Cliff Richard (1962)
- Johnny Hallyday (1962)
- Little Richard (1964)
- Jerry Lee Lewis (1973)
- Johnny Hallyday (2007)
- Céline Dion with Johnny Hallyday
- Brenda Lee
- Nat King Cole with Billy Preston (1957)